# André Tacquet

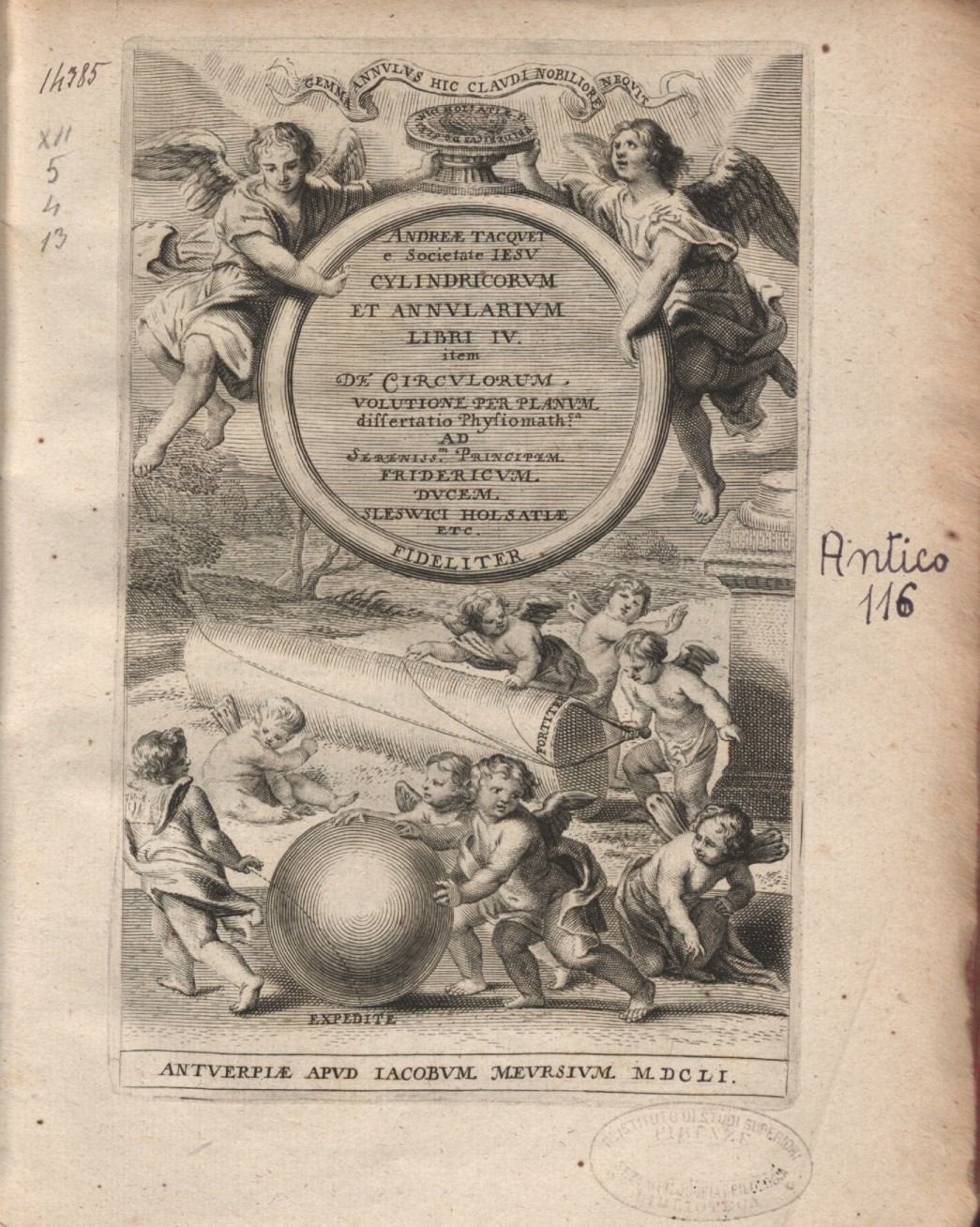
Cylindricorum et annularium libri, 1651

André Tacquet, auch Andrea Tachenius, (* 23. Juni 1612 in Antwerpen; † 22. Dezember 1660, ebenda) war ein flämischer Jesuit und Mathematiker.

## Leben
Tacquet war der Sohn von Agnes Wandelen aus Nürnberg und des gutsituierten Antwerpener Kaufmanns Pierre Tacquet, der starb, als Tacquet noch ein Kind war. Er wuchs in Antwerpen auf, besuchte dort die Jesuitenschule und trat 1629 dem Jesuiten-Orden bei. Danach war er in Mechelen und 1631 bis 1635 studierte er am Jesuiten-Kolleg in Löwen Mathematik, Physik und Logik, unter anderem bei dem Schüler von Grégoire de Saint-Vincent William Boelmans und François d’Aguilon. Nach dem Studium unterrichtete er 1637 bis 1639 Griechisch und Dichtkunst in Brügge, bevor er 1640 bis 1644 Theologie in Löwen studierte und gleichzeitig in Mathematik unterrichtete. Er unterrichtete ab 1644 Mathematik am Jesuitenkolleg Löwen, 1645 bis 1649 in Antwerpen, wobei er 1646 ordiniert wurde, 1649 bis 1655 unterrichtete er wieder in Löwen und 1655 bis zu seinem Tod in Antwerpen, wo er den Prinzen Henri Jules de Bourbon unterrichtete.
Seine Bücher waren meist als Lehrbücher für Jesuiten-Kollegien konzipiert.
Mit seinem Buch Cylindricorum et Annularium (Über Zylinder und Ringe) gehörte er zu den Pionieren der Differentialrechnung und beeinflusste zum Beispiel Blaise Pascal. Das Buch selbst war von Luca Valerio und Gregoire de Saint-Vincent und dem Studium von Archimedes beeinflusst. Es behandelt Kurven als von bewegten Punkten erzeugt und beinhaltet eine frühe Form des Hauptsatzes der Infinitesimalrechnung (inverse Beziehung von Tangentenbildung und Integration).
Er schrieb auch für ihre Klarheit bekannte Lehrbücher, von denen besonders sein Geometrielehrbuch von 1654 weite Verbreitung fand. Es gab Material aus Euklid und  Archimedes wieder. Er wandte die Mathematik zum Beispiel auf das Befestigungswesen an und schrieb ein Astronomielehrbuch (in dem er sich gegen eine Bewegung der Erde aussprach – einmal, weil ein Beweis fehle, und zum anderen, weil es der Bibel widerspreche). Sein Geometriebuch wurde auch ins Englische und Italienische übersetzt, wurde von William Whiston, von Rugjer Boskovic und Pieter van Musschenbroek in Neuauflagen herausgegeben und von Henry Oldenburg, dem Sekretär der Royal Society, als eines der besten Mathematikbücher überhaupt gelobt.
Er korrespondierte mit Frans van Schooten und Christian Huygens. Der Mondkrater Tacquet ist nach ihm benannt.

## Schriften
- Opera Omnia. 1669 (mit seinem Lehrbuch Astronomia, den Werken Elementa Geometriae und Cylindricorum et Annularium, Arbeiten zu praktischer Geometrie, Befestigungen und Astronomie).
- Cylindricorum et Annularium libri IV; una cum dissertatione physico-mathematica de circularium volutatione per planum. Antwerpen 1651, 1659.
- Elementa Geometriae planae ac solidae quibus accedunt selecta ex Archimede theoremata. Antwerpen 1654, 1655, 1672.
- Arithmeticae Theoria et Praxis. Löwen 1656, Antwerpen 1665, 1682.